# Halowe Mistrzostwa Świata w Lekkoatletyce 2014 – skok o tyczce mężczyzn
Skok o tyczce mężczyzn – jedna z konkurencji rozegranych podczas 15. Halowych Mistrzostw Świata w Sopocie.

## Terminarz
| Data    | Godzina | Runda |
| ------- | ------- | ----- |
| 8 marca | 18:00   | Finał |

## Wyniki
| CR – rekord mistrzostw \| NR – rekord kraju \| AR – rekord kontynentu \| SB – najlepszy wynik w sezonie \| PB – rekord życiowy |

| Pozycja | Zawodnik               | Reprezentacja   | Wysokości | Wysokości | Wysokości | Wysokości | Wysokości | Wysokości | Rezultat | Uwagi |
| Pozycja | Zawodnik               | Reprezentacja   | 5,40      | 5,55      | 5,65      | 5,75      | 5,80      | 5,85      | Rezultat | Uwagi |
| ------- | ---------------------- | --------------- | --------- | --------- | --------- | --------- | --------- | --------- | -------- | ----- |
| 1.      | Konstandinos Filipidis | Grecja          | o         | o         | o         | o         | o         | xxx       | 5,80     | SB    |
| 2.      | Malte Mohr             | Niemcy          | –         | o         | o         | o         | xo        | xxx       | 5,80     |       |
| 3.      | Jan Kudlička           | Czechy          | o         | –         | o         | xxo       | xxo       | xxx       | 5,80     | PB    |
| 4.      | Thiago da Silva        | Brazylia        | –         | xxo       | o         | xo        | xxx       |           | 5,75     |       |
| 5.      | Xue Changrui           | Chiny           | xxo       | xxo       | xo        | xo        | xxx       |           | 5,75     |       |
| 6.      | Robert Sobera          | Polska          | o         | xo        | o         | x-        | xx        |           | 5,65     |       |
| 7.      | Augusto de Oliveira    | Brazylia        | o         | xo        | xxo       | xxx       |           |           | 5,65     | SB    |
| 8.      | Luke Cutts             | Wielka Brytania | xxo       | xo        | xxo       | xxx       |           |           | 5,65     |       |
| 9.      | Yang Yancheng          | Chiny           | o         | o         | xx-       | x         |           |           | 5,55     |       |
| 10.     | Jérôme Clavier         | Francja         | o         | xo        | xxx       |           |           |           | 5,55     |       |
| 11.     | Kévin Menaldo          | Francja         | o         | xxo       | xxx       |           |           |           | 5,55     |       |
| 12.     | Paweł Wojciechowski    | Polska          | o         | xxx       |           |           |           |           | 5,40     |       |